# Eogeinitzina
Eogeinitzina es un género de foraminífero bentónico de la familia Geinitzinidae, de la superfamilia Geinitzinoidea, del suborden Fusulinina y del orden Fusulinida. Su especie tipo es Eogeinitzina devonica. Su rango cronoestratigráfico abarca desde el Givetiense Devónico medio.

## Discusión
Clasificaciones más recientes incluyen Eogeinitzinaen la familia Eonodosariidae, de la superfamilia Eonodosarioidea, del suborden Earlandiina, del orden Earlandiida, de la subclase Afusulinana y de la clase Fusulinata. También ha sido en la familia Eogeinitzinidae, pero esta se ha considerado un sinónimo posterior de la familia Eonodosariidae.

## Clasificación
Eogeinitzina incluye a las siguientes especies:
- Eogeinitzina devonica †
- Eogeinitzina indigena †
- Eogeinitzina reperta †